# Узкий
Узкий (бел. Вузкі) — посёлок в Кричевском районе Могилёвской области Белоруссии. Входит в состав Молятичского сельсовета.

## География
Посёлок находится в северо-восточной части Могилёвской области, в пределах Оршанско-Могилёвской равнины, при железнодорожной линии Орша — Унеча, на расстоянии примерно 13 километров (по прямой) к северо-западу от Кричева, административного центра района. Абсолютная высота — 174 метра над уровнем моря.
Климат посёлка характеризуется как влажный континентальный (Dfb в классификации климатов Кёппена).

## Население
По данным переписи 2009 года, в посёлке проживало 34 человека.